# القولد

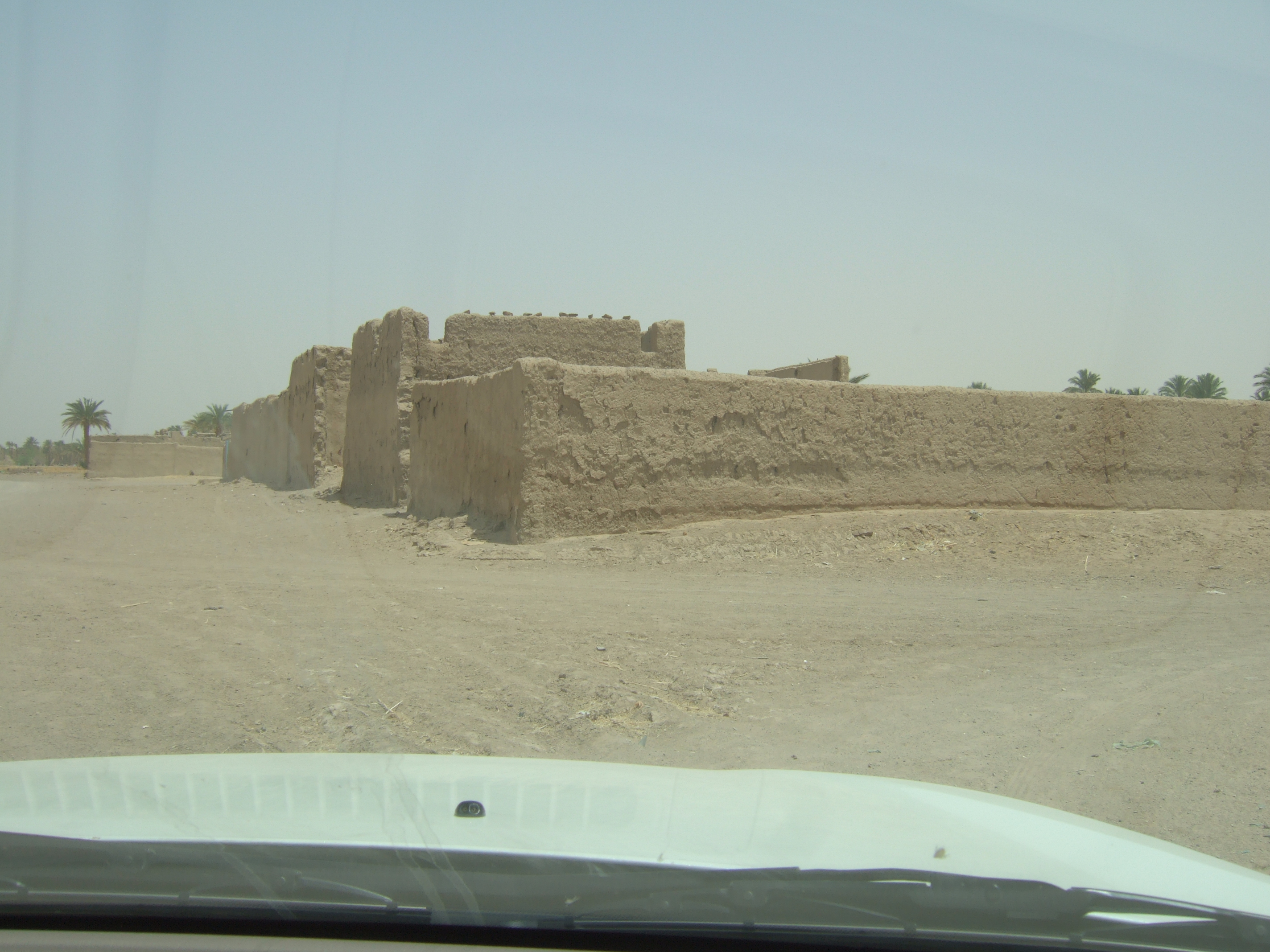
القولد

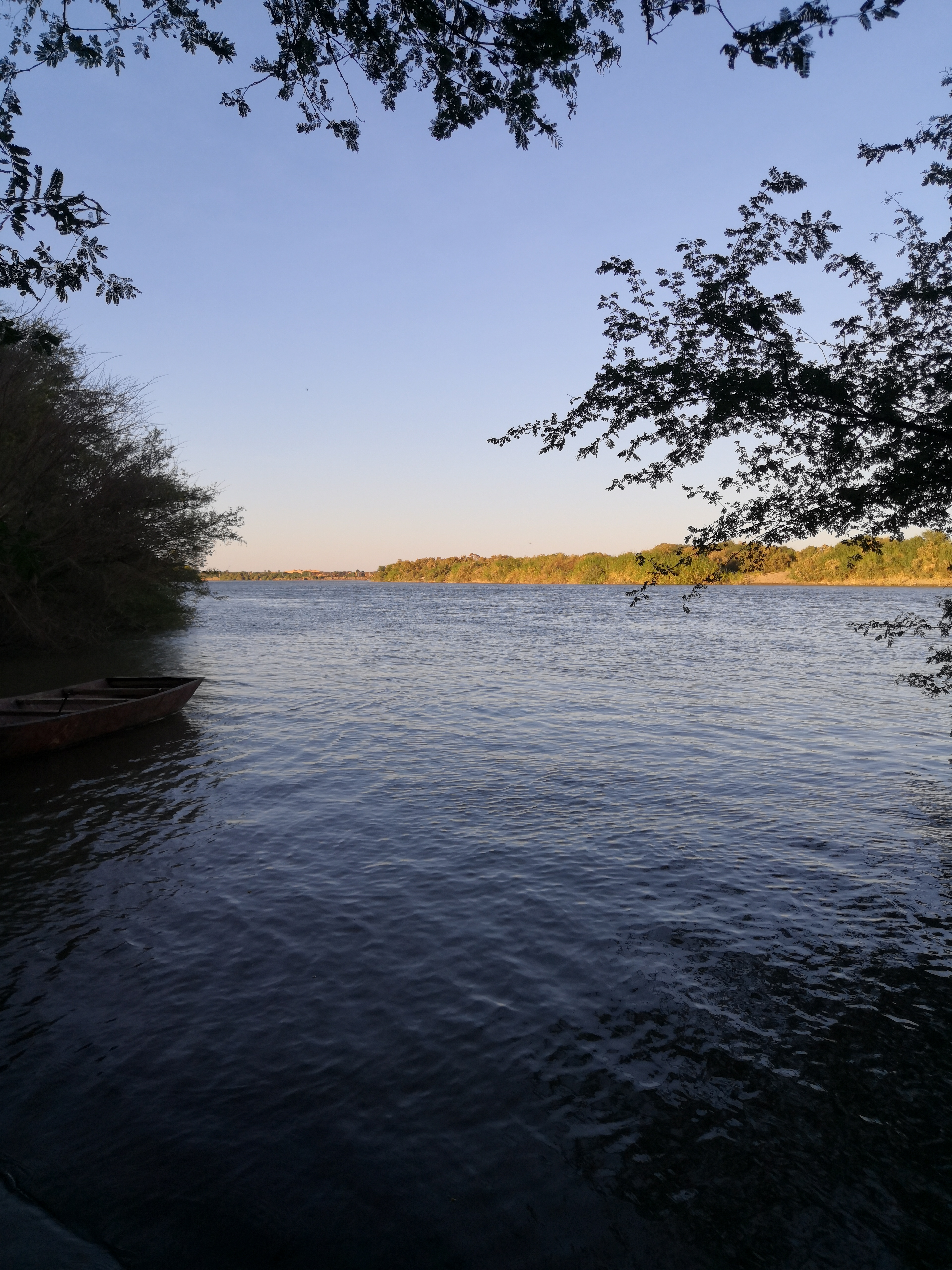
جزيرة كومي /محلية القولد،

مدينة القولد مدينة في شمال السودان، تقع على ضفة نهر النيل بالقرب من الحدود المصرية.
وتحدها من الشمال مدينة دنقلا ومن الجنوب مدينة الدبة وتتضمن المدينة عددًا من القرى.